# Willow Run Assembly
Willow Run Assembly was een autoassemblagefabriek van General Motors nabij de Noordoost-Amerikaanse stad Ypsilanti. De fabriek werd in 1958 geopend en bouwde toen de Chevrolet Corvair.

## Geschiedenis
Willow Run was gedurende de Tweede Wereldoorlog gebouwd door de Ford Motor Company om er en masse B-24 Liberator-bommenwerpers te bouwen. In deze periode werkten er 42.000 mensen. Na de oorlog werd de site verkocht aan Kaiser-Frazer dat er tussen 1947 en 1953 auto's, landbouwmachines en vrachtvliegtuigen voor de luchtmacht bouwde.
Vervolgens werd de fabriek verkocht aan General Motors, dat er naast auto's ook versnellingsbakken produceerde. De site bestond immers uit twee aparte fabrieken onder één dak. Tijdens de Vietnamoorlog werden er ook vuurwapens gemaakt. Eind jaren 1970 piekte het personeelsbestand op meer dan 14.000. De autofabriek werd in 1993 gesloten. Er werkten toen ruim 5000 mensen. In 2010 werd ook de productie van overbrengingen stopgezet. Toen werkten er nog 1364 mensen. Anno 2012 is de site een onderhouds- en onderdelencentrum.

## Gebouwde modellen
| Afbeelding | Model                                                             | Periode   |
| ---------- | ----------------------------------------------------------------- | --------- |
|            | Chevrolet Corvair                                                 | 1958–?    |
|            | Chevrolet Nova                                                    | 1962–1979 |
|            | Buick Skylark Chevrolet Citation Oldsmobile Omega Pontiac Phoenix | 1980–1985 |